# Soultzbach-les-Bains
Soultzbach-les-Bains település Franciaországban, Haut-Rhin megyében. Lakosainak száma 727 fő (2022. január 1.). Soultzbach-les-Bains Pfaffenheim, Hattstatt, Vœgtlinshoffen, Wihr-au-Val, Gueberschwihr, Griesbach-au-Val, Soultzmatt és Wasserbourg községekkel határos.

## Népesség
A település népessége az elmúlt években az alábbi módon változott:
| Lakosok száma | 735  | 746  | 763  | 735  | 730  | 730  | 728  | 724  | 727  |
|               | 2013 | 2015 | 2016 | 2017 | 2018 | 2019 | 2020 | 2021 | 2022 |